# 黃金拼圖
《黃金拼圖》（ Kin iro Mozaiku），是原悠衣以四格漫畫形式發表的日本漫畫作品。於芳文社《Manga Time Kirara MAX》2010年2-3月號刊載後，於同年6月號開始連載，2020年5月号完結。特別篇《黃金拼圖 Best wishes.》於2020年7月號開始在同一雜誌連載，描述愛麗絲回到英國後的故事，2021年5月號完結。中文版由東立出版社代理出版。
2012年12月19日宣佈動畫化決定。2013年7月開始播出。2014年3月21日决定制作动画续集，并于《Manga Time Kirara MAX》2014年6月号（4月19日发行）公布为电视动画第2輯《Hello！！黃金拼圖》，於2015年4月開始播出。劇場版「黃金拼圖Pretty Days」於2016年11月12日上映。2020年3月完結時宣布將推出劇場版第2作，標題為《黃金拼圖 Thank you!!》。

## 故事簡介
大宫忍國中時曾經在英國的寄宿家庭中短暫居住，升上高中後某日，收到了一封外國信件。信件寄件者是當時忍在英國認識的少女愛麗絲，信中表示這次換她要來日本留學。愛麗絲與忍、同班同學綾與陽子、再加上另一名來自英國的少女九條可憐加入，围绕着五位少女展开的愉快又热闹的校园生活就此开始了。

## 登場人物

### 主要角色
大宮忍（／ Ōmiya Shinobu），聲：西明日香
生日：6月6日，雙子座。血型：A型。身高：155公分。班級：1年B組→2年A組→3年A組。
愛麗絲在日本寄宿家庭的女兒。綽號「小忍（ Shino））」。國中時曾寄住在愛麗絲家。
外表為姬髮式的黑髮、黑色瞳孔的典型日本人，西裝制服穿的很整齊。
個性沉穩，不太受到外在事物影響。連和朋友說話都很客氣。
很喜歡外國文化，尤其是金髮（金髮萌），不過感性相當奇怪。擅长制作服装，所穿的衣服几乎都是自己制作的。有很多洋裝，自己很喜歡穿，也很喜歡讓愛麗絲穿。
未來的夢想是翻譯人員，但是英文能力很差（只會說Hello），她的朋友和老師都很擔心。
故事结尾，克服了语言难关，高中毕业后赴英留学，与爱丽丝就读于同一大学。
愛麗絲·卡塔雷特（ Arisu Kātaretto，Alice Cartelet），聲：田中真奈美
生日：4月5日，牡羊座。血型：A型。身高：139公分。班級：1年B組→2年C組→3年A組。
來自英國的留學少女，從忍到英國留學時開始就很仰慕她。家鄉在科茨沃爾德地區。
金髮碧眼的少女，髮型綁成稍微波浪狀的雙馬尾，並戴著髮簪，平常會在制服上另外披著一件粉紅色毛衣。本作身高最低的角色，對這點很自卑。
喜歡日本，非常熱愛日本文化。
忍到英國寄宿時，只懂簡單的日文問候語，但現在已經可以和日本人流暢的對話。個性怕生，不熟的人突然和她說話時，會假裝自己日文不好。
目前寄住在忍的家裡。
自從可憐來到日本後，忍的注意力偶爾會轉到她的身上，讓愛麗絲很不是滋味。
高中毕业后回到英国，与忍就读于同一大学。
小路綾（／ Komichi Aya），聲：種田梨沙
生日：9月15日，處女座。血型：A型。身高：159公分。班級：1年B組→2年A組→3年A組。
忍的同班同學，髮型綁成黑髮雙馬尾。穿制服的時候會多加一件黑色毛衣。
頭腦很好、性格認真，常負責吐槽忍和愛麗絲，但後來越來越常突顯她容易慌張的缺點。另一方面，擁有純情少女的另一面，喜歡和戀愛有關的各種事物。
國中時代轉學時很怕生，陽子是她的第一個朋友，因此對她抱有特別的感情。
胸部比陽子小很多，對此抱著自卑情結。
高中毕业后与阳子、可怜在同一所大学就读。
豬熊陽子（／ Inokuma Yōko），聲：內山夕實
生日：8月20日，獅子座。血型：O型。身高：163公分。班級：1年B組→2年C組→3年A組。
忍的同班同學，留著茶色短髮。穿制服時不穿西裝外套，也沒有打領結。
個性活潑開朗，常負責帶動氣氛。成績不是很好，但運動神經十分出色。食慾也很旺盛，經常還沒到中午就把便當吃掉了。
經常吐嘈朋友，忍曾說她100%是由吐嘈所組成的。和綾說話時常毫不保留說出自己的想法。
高中毕业后与绫、可怜在同一所大学就读。
九條可憐（／ Kujō Karen），聲：東山奈央
生日：12月1日，射手座。血型：AB型。身高：150公分。班級：1年A組→2年A組→3年B組。
愛麗絲的青梅竹馬，追著愛麗絲來到日本留學，和忍與愛麗絲就讀同一間學校，但班級不同。
金髮、灰色瞳孔的少女。制服的襯衫和其他4個人不同，並披著英國國旗花紋的外套。
日本人父親和英國人母親生下的混血兒，從小住在英國，不太會說日文，加上她的身材較為高䠷，比長得不高的愛麗絲更像是外國人。家境富裕，一家經常去旅行。
擅長釣魚和運動類競技活動，連規矩也不知道卻能做得很好。
第一次登場是小時候和愛麗絲的合照，當時身高比愛麗絲還矮，忍到英國遊學時沒見過她。
個性開朗好相處，很快就習慣了日本的學校生活。經常故意裝傻而被陽子吐嘈。
父親替她取了「可憐」（Karen）這個同時可用於英國與日本的名字。
高中毕业后留在日本，与阳子和绫在同一所大学就读。

### 學校
松原穗乃花（／ Matsubara Honoka），聲：诹访彩花
身高：157公分。班級：1年A組→2年A組→3年B組。
右單邊辮子與小蝴蝶結，可憐座位右鄰的同學，網球社成員。
在黃金拼圖中常常以文靜的客串身份出現，动画第二季出场次数有所增加。
跟小忍一样都是金发控。
雖然加入網球社，但其實比較擅長雜技表演。
高中毕业后与香奈一同考入同一所大学。
烏丸櫻（／ Karasuma Sakura），聲：佐藤聰美
教英文的女教師，是忍等人的班主任（1年級為1年B組，2年級為2年C組），帶著眼鏡，暱稱為「小烏」。
個性溫柔隨和，在學生之間很受歡迎，也是忍的憧憬對象，但偶而也有少根筋的一面。
除了夏天以外，都穿著高中時代的運動服外套，似乎是因為穿著能夠感到安心。
在家裡排行老么，其上有兩個哥哥，平時都會親暱地稱呼「葛格」。
家中養了一隻名為「愛麗絲」的兔子，取名就是來自愛麗絲。
久世橋朱里（／ Kuzehashi Akari），聲：大西沙织
血型：O型，生日：7月24日，星座：獅子座，身高：165厘米。
2年級生篇登場，擔任2年A組的班主任，女性家政科教師，在學校常穿制服，髮型為右單側馬尾。
個性認真，對於學生的要求嚴格，因此受學生害怕，實際上是很為學生著想的老師。因為常常教訓可憐的脫軌舉動，所以被可憐畏懼。
有著喜歡觀看學生可愛舉動的一面，但此時眼神會變得很可怕，也因此造成學生誤解。為了解決這個問題，特別向能夠跟學生輕鬆相處的烏丸老師學習。
實際上很喜歡可愛的東西，在家裡有養貓。高中時代曾加入田徑社。
日暮香奈（／ Higurashi Kana），聲：中津真莉
班級：1年A組→2年A組→3年B組。
坐在穗乃花後面，穗乃花的摯友，同屬網球社成員。
有一個妹妹，是空太和美月的好友。
高中毕业后与穗乃花一同考入同一所大学。

### 其他
大宮勇（／ Ōmiya Isami），聲：田村由香里
忍的姐姐，正在當時裝模特兒。平時經常在家裏懶懶散散的，總體來說是冷淡的性格，但也有愛惡作劇的一面。
很疼愛妹妹，不過有時也很擔心她的成長方式。把愛麗絲當成第二個妹妹疼愛。
白川湊（／ Shirakawa Minato），聲：川澄綾子
動畫第5話與第8話登場，勇的朋友。
忍的媽媽，聲：高橋美佳子
與愛麗絲的媽媽在大學時代是好友。
愛麗絲的媽媽，聲：大原沙耶香
原作中不擅長日語，但在動畫中變得能說流利日語。
非常怕納豆。
愛麗絲的爸爸，聲：松本忍
可憐的母親，聲：木村亞希子
英國人。據可憐所說，發起怒來很可怕，會懲罰可憐並在她面前吃下美味的蛋糕。
可憐的父親，聲：竹内良太
日本人。教愛麗絲日語的老師。是一個企業家。
豬熊空太（／ Inokuma Kōta），聲：潘惠美
豬熊陽子的弟弟，和美月是雙胞胎。小學4年級。
豬熊美月（／ Inokuma Mitsuki），聲：村川梨衣
豬熊陽子的妹妹，和空太是雙胞胎。小學4年級。
日暮比奈（／ Higurashi Hina），聲：奧井優子
日暮香奈的妹妹，空太和美月的同學。

## 出版書籍

### 單行本
| 冊數 | 芳文社         | 芳文社                 | 東立出版社    | 東立出版社             |
| 冊數 | 發售日期       | ISBN                   | 發售日期      | ISBN                   |
| ---- | -------------- | ---------------------- | ------------- | ---------------------- |
| 1    | 2011年3月26日  | ISBN 978-4-8322-4011-7 | 2012年12月5日 | ISBN 978-986-317-419-6 |
| 2    | 2012年4月26日  | ISBN 978-4-8322-4143-5 | 2013年12月4日 | ISBN 978-986-317-420-2 |
| 3    | 2013年6月27日  | ISBN 978-4-8322-4314-9 |               |                        |
| 4    | 2013年9月27日  | ISBN 978-4-8322-4350-7 |               |                        |
| 5    | 2014年11月27日 | ISBN 978-4-8322-4497-9 |               |                        |
| 6    | 2015年6月27日  | ISBN 978-4-8322-4578-5 |               |                        |
| 7    | 2016年9月27日  | ISBN 978-4-8322-4744-4 |               |                        |
| 8    | 2017年7月27日  | ISBN 978-4-8322-4855-7 |               |                        |
| 9    | 2018年7月26日  | ISBN 978-4-8322-4963-9 |               |                        |
| 10   | 2019年7月25日  | ISBN 978-4-8322-7107-4 |               |                        |
| 11   | 2020年4月27日  | ISBN 978-4-8322-7186-9 |               |                        |

### Best wishes.
| 冊數 | 芳文社        | 芳文社                 |
| 冊數 | 發售日期      | ISBN                   |
| ---- | ------------- | ---------------------- |
| 1    | 2021年3月26日 | ISBN 978-4-8322-7267-5 |

### 漫畫選集
| 冊數 | 芳文社        | 芳文社                 |
| 冊數 | 發售日期      | ISBN                   |
| ---- | ------------- | ---------------------- |
| 1    | 2013年7月27日 | ISBN 978-4-8322-4331-6 |
| 2    | 2015年4月27日 | ISBN 978-4-8322-4564-8 |

### 畫集
| 書名                            | 芳文社        | 芳文社                 |
| 書名                            | 發售日期      | ISBN                   |
| ------------------------------- | ------------- | ---------------------- |
| 黃金拼圖畫集 ～秘密的黃金拼圖～ | 2013年8月27日 | ISBN 978-4-8322-4344-6 |
| 原悠衣画集「Parade」            | 2015年5月27日 | ISBN 978-4-8322-4575-4 |
| 黃金拼圖畫集 ～你的黃金拼圖～   | 2021年8月20日 | ISBN 978-4-8322-7299-6 |

### 電視動畫官方指南
| 冊數 | 標題                               | 芳文社         | 芳文社                 |
| 冊數 | 標題                               | 發售日期       | ISBN                   |
| ---- | ---------------------------------- | -------------- | ---------------------- |
| 1    | モザイクロペディア (Mosaiclopedia) | 2013年12月26日 | ISBN 978-4-8322-4391-0 |
| 2    | See you next time!                 | 2015年9月26日  | ISBN 978-4-8322-4623-2 |

## 電視動畫
第1季於2013年7月6日開始播放。第2季《Hello！！黃金拼圖》（ハロー!!きんいろモザイク）於2015年4月5日首播。

### 製作人員
- 导演：天衝
- 副导演（第2季）：名和宗則
- 剧本统筹：綾奈由仁子
- 角色設計：植田和幸
- 总作画监督（第2季）：植田和幸、野中正幸、横松雄馬、片岡英之
- 美術監督：柴田千佳子
- 色彩設計：歌川律子、木村聪子（特别篇）
- 攝影監督：宋賢大
- 編輯：武宮睦
- 音響監督：明田川仁
- 音樂：川田瑠夏
- 音樂製作：flying DOG
- 企劃製作：GENCO
- 動畫製作：Studio五組

### 主題曲
第1季
片頭曲「Jumping!!」
作詞：yuiko，作曲：Meis Clauson，編曲：上杉洋史
主唱：Rhodanthe*（大宮忍〈西明日香〉、愛麗絲·卡塔雷特〈田中真奈美〉、小路綾〈種田梨沙〉、猪熊陽子〈內山夕實〉、九條可憐〈東山奈央〉）
片尾曲「你的声音（Your Voice）」
作詞、作曲：中塚武，編曲：上杉洋史
主唱：Rhodanthe*（大宮忍〈西明日香〉、愛麗絲·卡塔雷特〈田中真奈美〉、小路綾〈種田梨沙〉、豬熊陽子〈內山夕實〉、九條可憐〈東山奈央〉）
原唱为中塚武和土岐麻子，收录于作者2006年的专辑《GIRLS & BOYS》中。
插曲
「生日歌（おたんじょうびのうた）」（第4話）
愛麗絲·卡塔雷特〈田中真奈美〉
「Happy Birthday to you」的日文翻譯歌詞。
「银色雪花（ぎんいろスノウドロップ）」（第7話）
作詞：RUCCA，作曲：Ken-G，編曲：鴇沢直，主唱：愛麗絲·卡塔雷特（田中真奈美） from Rhodanthe*
「樱色珍爱（さくらいろチェリッシュ）」（第7話）
作詞：RUCCA，作曲：安齋高春，編曲：上杉洋史，主唱：Rhodanthe*
第2季
片頭曲
「夢色遊行（夢色パレード）」（第2話－第9話、第11話－第12話）
作詞：yuiko，作曲：Meis Clauson，編曲：上杉洋史，主唱：Rhodanthe*
第1-4话片头最后部分为动画剧情剪辑，第5话之后为片中人物手牵手围成一圈的画面。
第3、5、7、9、11话片头开始部分，分别由爱丽丝·卡塔雷特（田中真奈美）、大宮忍（西明日香）、九條可憐（東山奈央）、小路綾（種田梨沙）和猪熊陽子（內山夕實）演唱，每位角色的歌词均不同；其余话数为五人合唱版本。
「闪耀无比颜色的夏日彩虹（きらめきいろサマーレインボー）」（第10話）
作詞：yuiko，作曲：石原理酉，編曲：上杉洋史，主唱：Rhodanthe*
片尾曲「我最好的朋友（My Best Friends）」
作詞、作曲：中塚武，編曲：上杉洋史，主唱：Rhodanthe*

### 各話列表
| 話數       | 日文標題 | 中文標題                | 劇本       | 分鏡            | 演出                    | 作畫監督                                         |
| 第1季      | 第1季    | 第1季                   | 第1季      | 第1季           | 第1季                   | 第1季                                            |
| ---------- | -------- | ----------------------- | ---------- | --------------- | ----------------------- | ------------------------------------------------ |
| Episode 1  |          | 不可思議之國的          | 綾奈由仁子 | 天衝            | 天衝                    | 大和原晴男 谷拓也                                |
| Episode 2  |          | 就算個子小              | 綾奈由仁子 | 天衝            | 青柳隆平                | 宇佐美皓一 野中正幸 山口光紀                     |
| Episode 3  |          | 能交到什麼樣的朋友呢    | 浦畑達彥   | 佐藤信二        | 佐藤信二                | 松原榮介 野中正幸                                |
| Episode 4  |          | 雨時小綾心跳不已        | 綾奈由仁子 | 酒井和男        | 青柳隆平                | 鷺田敏彌 ABOUT17                                 |
| Episode 5  |          | 與姐姐一起              | 浦畑達彥   | 所智一          | 所智一                  | 澤田讓治                                         |
| Episode 6  |          | 金色的愛麗絲 金色的可憐 | 綾奈由仁子 | 名和宗則        | 名和宗則                | 藤原未來夫、橫松雄馬 酒井孝裕、大高雄太 西山伸吾 |
| Episode 7  |          | 肚子餓的可憐            | 高橋龍也   | 木宮茂          | 瀨藤健嗣                | 柳孝相                                           |
| Episode 8  |          | 今天是什麼日子？        | 高橋龍也   | 名村英敏        | 青柳隆平 藏本穗高       | 松尾榮介 野中正幸                                |
| Episode 9  |          | 哪個孩子還沒睡          | 浦畑達彥   | 瀨藤健嗣        | 瀨藤健嗣                | 李周鉉、嵩本樹 櫻井正明、武本大介                |
| Episode 10 |          | 最棒的五人組            | 綾奈由仁子 | 佐藤卓哉        | 所智一                  | 澤田讓治、杉本道明 田畑昭、沼津雅人 松浦仁美     |
| Episode 11 |          | 猜猜我有多喜歡你        | 高橋龍也   | 安食圭          | 博史池畠                | 和田伸一、山崎輝彥 橫松雄馬、藤原未來夫          |
| Episode 12 |          | 黃金時刻                | 綾奈由仁子 | 名和宗則 天衝   | 名和宗則、瀨藤健嗣 天衝 | 藤原未來夫、松原榮介 橫松雄馬、ABOUT17 野中正幸  |
| 第2季      |          |                         |            |                 |                         |                                                  |
| Episode 1  |          | 春天來了                | 綾奈由仁子 | 星川孝文 清水聰 | 山本天志                | 谷拓也、片岡英之 橫松雄馬、酒井孝裕 岡昭彥       |
| Episode 2  |          | 給你的禮物              | 綾奈由仁子 | 瀨藤健嗣        | 瀨藤健嗣                | 西山伸吾、中本尚子 小澤圓                        |
| Episode 3  |          | 妳是如此地耀眼奪目      | 浦畑達彥   | 瀨藤健嗣        | 藏本穗高                | 山本正嗣、李相振                                 |
| Episode 4  |          | 無懼風雨                | 高橋龍也   | 清水聰          | 淺見松雄                | 佐野陽子、船越麻友美                             |
| Episode 5  |          | 跟姐姐一起玩耍          | 富田賴子   | 上坪亮樹        | 青柳隆平                | 西山伸吾、 松原榮介                              |
| Episode 6  |          | 在意的那個孩子          | 高橋龍也   | 岩崎良明        | 本間修                  | 橫松雄馬、片岡英之                               |
| Episode 7  |          | 我親愛的英雄            | 浦畑達彥   | 宮崎修治 清水聰 | 藏本穗高                | 谷拓也、武本大介 山口飛鳥                        |
| Episode 8  |          | 就快放暑假了            | 關根亞由實 | 吉田泰三        | 村田尚樹                | 岡昭彥                                           |
| Episode 9  |          | 最特別的一日            | 伊神貴世   | 金崎貴臣        | 小野田雄亮              | 鄭皓元、宋進英 谷口繁則                          |
| Episode 10 |          | 海邊的約定              | 關根亞由實 | 名和宗則        | 名和宗則                | 小關雅、輿石曉 飯飼一幸、松原榮介                |
| Episode 11 |          | 稍微有點漫長的夜晚      | 高橋龍也   | 清水聰 天衝     | 淺見松雄                | 佐野陽子、船越麻友美 相坂直紀、木下由美子        |
| Episode 12 |          | 因為我喜歡妳們勝於一切  | 綾奈由仁子 | 清水聰 橋本裕之 | 山本天志                | 谷拓也、服部憲知 服部益實、                      |

### 播放電視台
日本深夜動畫：下文記載的日本国内播放時間使用日本標準時間（UTC+9）表示。因為部分時間标识會採用30小时制，因此請留意这类超过24:00的时间，其實際播放時間為翌日清晨。
| 播放地區 | 播放電視台 | 播放日期               | 播放時間                  | 所屬聯播網 | 備註       |
| 第1季    | 第1季      | 第1季                  | 第1季                     | 第1季      | 第1季      |
| -------- | ---------- | ---------------------- | ------------------------- | ---------- | ---------- |
| 日本全國 | AT-X       | 2013年7月6日－9月21日  | 星期六 20時30分－21時00分 | 衛星電視   | 有重播     |
| 兵庫縣   | SUN電視台  | 2013年7月8日－9月23日  | 星期一 23時30分－24時00分 | 獨立UHF局  |            |
| 東京都   | TOKYO MX   | 2013年7月8日－9月23日  | 星期一 24時30分－25時00分 | 獨立UHF局  |            |
| 京都府   | KBS京都    | 2013年7月8日－9月23日  | 星期一 25時30分－26時00分 | 獨立UHF局  |            |
| 愛知縣   | 愛知電視台 | 2013年7月9日－9月24日  | 星期二 26時05分－26時35分 | 東京電視網 |            |
| 北海道   | TV北海道   | 2013年7月9日－9月24日  | 星期二 26時05分－26時35分 | 東京電視網 |            |
| 日本全國 | BS11       | 2013年7月11日－9月26日 | 星期四 24時00分－24時30分 | 衛星電視   | ANIME+節目 |
| 第2季    |            |                        |                           |            |            |
| 日本全國 | AT-X       | 2015年4月5日－6月21日  | 星期日 24時00分－24時30分 | 衛星電視   | 有重播     |
| 兵庫縣   | SUN電視台  | 2015年4月6日－6月22日  | 星期一 23時30分－24時00分 | 獨立UHF局  |            |
| 東京都   | TOKYO MX   | 2015年4月6日－6月22日  | 星期一 24時30分－25時00分 | 獨立UHF局  |            |
| 京都府   | KBS京都    | 2015年4月6日－6月22日  | 星期一 25時00分－25時30分 | 獨立UHF局  |            |
| 北海道   | TV北海道   | 2015年4月7日－6月23日  | 星期二 26時05分－26時35分 | 東京電視網 |            |
| 愛知縣   | 愛知電視台 | 2015年4月8日－6月24日  | 星期三 26時05分－26時35分 | 東京電視網 |            |
| 日本全國 | BS11       | 2015年4月9日－6月25日  | 星期四 24時00分－24時30分 | 衛星電視   | ANIME+節目 |

| 播放地區 | 播放電視台 | 播放日期                | 當地播放時間            | 所屬聯播網  | 備註   |
| 第1季    | 第1季      | 第1季                   | 第1季                   | 第1季       | 第1季  |
| -------- | ---------- | ----------------------- | ----------------------- | ----------- | ------ |
| 臺灣     | Animax     | 2015年9月28日－10月9日  | 每天18:30－19:00        | 有線電視    | 有重播 |
| 香港     | Animax     | 2015年10月7日－10月22日 | 星期三至四 20:00－21:00 |             |        |
| 第2季    |            |                         |                         |             |        |
| 香港     | Animax     | 2016年11月8日－11月28日 | 星期一至二 20:00－21:00 |             |        |
| 臺灣     | Animax     | 2016年11月26日－12月7日 | 每天22:30－23:00        | 有線電視    | 有重播 |
| 臺灣     | Animax HD  | 2017年2月3日－2月14日   | 每天18:30－19:00        | 中華電信MOD | 有重播 |

### 藍光／DVD
| 卷     | 發售日         | 收錄話         | 規格編號   | 規格編號   |
| 卷     | 發售日         | 收錄話         | 藍光       | DVD        |
| 第1季  | 第1季          | 第1季          | 第1季      | 第1季      |
| ------ | -------------- | -------------- | ---------- | ---------- |
| 1      | 2013年9月25日  | 第1話－第2話   | ZMXZ-8771  | ZMBZ-8781  |
| 2      | 2013年10月30日 | 第3話－第4話   | ZMXZ-8772  | ZMBZ-8782  |
| 3      | 2013年11月27日 | 第5話－第6話   | ZMXZ-8773  | ZMBZ-8783  |
| 4      | 2013年12月25日 | 第7話－第8話   | ZMXZ-8774  | ZMBZ-8784  |
| 5      | 2014年1月29日  | 第9話－第10話  | ZMXZ-8775  | ZMBZ-8785  |
| 6      | 2014年2月26日  | 第11話－第12話 | ZMXZ-8776  | ZMBZ-8786  |
| BOX    | 2016年11月25日 | 第1話 - 第12話 | ZMAZ-10884 | -          |
| 第2季  |                |                |            |            |
| 1      | 2015年6月24日  | 第1話－第2話   | ZMXZ-10041 | ZMBZ-10051 |
| 2      | 2015年7月24日  | 第3話－第4話   | ZMXZ-10042 | ZMBZ-10052 |
| 3      | 2015年8月26日  | 第5話－第6話   | ZMXZ-10043 | ZMBZ-10053 |
| 4      | 2015年9月25日  | 第7話－第8話   | ZMXZ-10044 | ZMBZ-10054 |
| 5      | 2015年10月28日 | 第9話－第10話  | ZMXZ-10045 | ZMBZ-10055 |
| 6      | 2015年11月25日 | 第11話－第12話 | ZMXZ-10046 | ZMBZ-10056 |
| BOX    | 2020年3月18日  | 第1話－第12話  | ZMAZ-13801 | -          |
| 劇場版 |                |                |            |            |
| 1      | 2017年3月3日   | 50分鐘         | ZMXZ-11007 | ZMBZ-11008 |

### CD
| 標題 | 發售日        | 規格編號  | 規格編號   |
| 標題 | 發售日        | 初回版    | 通常版     |
| --- | ------------- | --------- | ---------- |
| TV動畫 黃金拼圖 初次見面 請多指教。 (TVアニメーション きんいろモザイク サウンドブック はじめまして よろしくね。)              | 2013年8月21日 |           | VTCL-60349 |
| TV動畫 黃金拼圖 有聲書 要一直在一起。 (TVアニメーション きんいろモザイク サウンドブック いつまでも一緒だよ。）                | 2013年10月9日 | VTCL-6035 |            |
| 『Hello!!黃金拼圖』角色CD 音樂調色板 1 忍*愛麗絲 『ハロー!!きんいろモザイク』キャラクターCD Music Palette 1 忍*アリス         | 2014年12月3日 | VTZL-89   | VTCL-35196 |
| 『Hello!!黃金拼圖』角色CD 音樂調色板 2 綾*陽子 『ハロー!!きんいろモザイク』キャラクターCD Music Palette 2 綾*陽子             | 2015年2月4日  | VTZL-90   | VTCL-35197 |
| 『Hello!!黃金拼圖』角色CD 音樂調色板 3 可憐*穂乃花 『ハロー!!きんいろモザイク』キャラクターCD Music Palette 3 カレン*穂乃花   | 2015年4月1日  | VTZL-91   | VTCL-35198 |
| TV動畫『Hello!!黃金拼圖』有聲書 再次遇見你。 (TVアニメーション『ハロー!!きんいろモザイク』サウンドブック「また、会えたね。」) | 2015年6月17日 |           | VTCL-60401 |

## 劇場版第1作
劇場版《黄金拼图 Pretty Days》（きんいろモザイク Pretty Days）于2016年11月12日上映，BD/DVD於2017年3月3日發售。

### 製作人員
- 原作：原悠衣
- 監督：天衝
- 副監督：名和宗則
- 劇本：高橋龍也
- 角色設計、總作畫監督：植田和幸
- 色彩設計：歌川律子、木村聰子
- 美術監督：柴田千佳子
- 攝影監督：熊澤祐哉
- 音響監督：明田川仁
- 音樂：川田瑠夏
- 製片：GENCO
- 動畫製作：Studio五組、AXsiZ

### 主題曲
片頭曲「Happy★Pretty★Clover」
作詞：yuiko，作曲：Meis Clauson，編曲：上杉洋史，主唱：Rhodanthe*
片尾曲
「Shining Star」
作詞、作曲：中塚武，編曲：上杉洋史，主唱：Rhodanthe*
「Starring!!」
作詞：yuiko，作曲：木村有希，編曲：上杉洋史，主唱：Rhodanthe*

## 劇場版第2作
劇場版《黄金拼图 Thank you!!》（きんいろモザイク Thank you!!）於2021年8月20日上映。

### 製作人員
- 監督：名和宗則
- 副監督：山本天志
- 劇本：綾奈由仁子
- 角色設計：植田和幸
- 總作畫監督：植田和幸、小關雅、山內尚樹
- 主要道具設計：、燈夢、小關雅、中田知里
- 美術監督：柴田千佳子
- 色彩設計：村口冬仁
- 色彩設計監修：歌川律子
- 攝影監督：山本聖
- 音響監督：明田川仁
- 音樂：川田瑠夏
- 音樂制作：Flying DOG
- 監製：GENCO
- 動畫制作：Studio五組、AXsiZ

### 主題曲
主題曲
作詞：yuiko，作曲、編曲：kz，銅管編曲：白戶佑輔，主唱：Rhodanthe*

## 影响
动画第一季播出后，作为爱丽丝·卡塔雷特家原型的英國民宿Fosse Farmhouse也在隨之在日本有名起來。許多日本的动画爱好者遠赴英國朝聖，旅馆中也摆放了大量的动画周边。漫画原作者原悠衣及一些动画制作人员也曾来到过Fosse Farmhouse。英国的《每日邮报》、《每日镜报》、《太阳报》、《泰晤士报》、英国独立电视台及世界著名旅游指南《孤独星球》等一些著名媒体均对此作过相关报道。同时，Fosse Farmhouse官网也设置了《黄金拼图》一栏。

## 外部連結
- 電視動畫官方網站 （页面存档备份，存于） （日語）
- 電視動畫官方Twitter （页面存档备份，存于） （日語）
- 作者官方網站 （页面存档备份，存于） （日語）
- 黃金拼圖在動畫新聞網百科全書中的資料（英文） （英文）